# Andrea Kleinmann
Andrea Kleinmann ist eine deutsche kommunale Verwaltungsbeamtin. Von 1996 bis 2008 war sie ordentliches nicht berufsrichterliches Mitglied des Verfassungsgerichtshofs Rheinland-Pfalz.

## Beruflicher Werdegang
Andrea Kleinmann ist Abteilungsleiterin in der Kreisverwaltungsbehörde des Rhein-Lahn-Kreises (Stand: April 2021). Anfang der 2000er Jahre leitete sie die Abteilung Bauen und Umwelt des Landkreises Bad Ems und setzte sich für die Lokale Agenda 21 in Rheinland-Pfalz ein. 2004 war sie Kreisverwaltungsdirektorin des Landkreises.
1996 wurde Andrea Kleinmann vom Landtag Rheinland-Pfalz zum ordentlichen nicht berufsrichterlichen Mitglied des Verfassungsgerichtshofs Rheinland-Pfalz gewählt. 2001 schlug der Ältestenrat des Landtags Andrea Kleinmann ein weiteres Mal als Richterin vor. Sie wurde mit Wirkung zum 14. Februar 2002 einstimmig gewählt. 2003 wurde bei einer abgelehnten Verfassungsbeschwerde in Zweifel gezogen, ob auch Kommunalbeamte Richter am Verfassungsgerichtshof sein dürfen. Am 2. Dezember 2003 wurde ohne die Landrätin Sabine Röhl und Andrea Kleinmann über die Kritik beraten. Landtag und Justizministerium hielten die Richterauswahl für verfassungskonform.

## Privatleben
Andrea Kleinmann lebt in Frücht.

## Publikationen (Auswahl)
- Andrea Kleinmann, Uschi Rustler: Mobile Energiesparfüchse im Rhein-Lahn-Kreis beraten und informieren auf der Basis ehrenamtlichen Engagements. In: Klimaschutz & Soziales : kommunale Ansätze für einen sozialverträglichen Klimaschutz. difu, Service & Kompetenzzentrum Kommunaler Klimaschutz,  Köln 2014, Seite 50–57.